# گمینا یاروچین (استان لهستان بزرگ‌تر)
گمینا یاروچین (استان لهستان بزرگ‌تر) (به لهستانی:  Gmina Jarocin) یک گمینا در لهستان است که در شهرستان یاروچین واقع شده‌است. گمینا یاروچین ۲۰۰٫۲۳ کیلومتر مربع مساحت و ۴۴٬۴۳۰ نفر جمعیت دارد.